# Antiochos IV Epiphanes
Antiochos IV Epiphanes (tiếng Hy Lạp cổ: Ἀντίοχος Δ΄ ὁ Ἐπιφανής, Antíochos D' ho Epiphanḗs, "Hiện thân của Thượng đế" sinh khoảng 215 TCN; mất 164 TCN) trị vì vương quốc Seleukos từ năm 175 TCN cho đến khi mất năm 164 TCN. Ông là con trai của vua Antiochos III Đại đế và là em của Seleukos IV Philopator. Tên ban đầu của ông là Mithridates; ông đổi tên thành Antiochos sau khi lên ngôi.
Các sự kiện chính trong triều đại của ông là cuộc chinh phục Ai Cập, dẫn đến sự khai sinh của cụm từ "dòng trong cát" (xem bên dưới), những cuộc bức hại người Do Thái ở Judea và Samaria, hay cuộc nổi dậy Maccabe của người Do Thái.
Antiochos IV là vị vua đầu tiên của vương quốc Seleukos sử dụng danh hiệu của thánh thần trên các đồng tiền của mình, có lẽ lấy cảm hứng từ các vị vua Hy Lạp của xứ Đại Hạ, những người vốn đã làm điều này từ trước. Ngoại hiệu đầy đủ của ông là Θεὸς Ἐπιφανής, "Theos Epiphanes" (nghĩa là "Hiện thân của Thượng đế") và sau khi đánh bại Ai Cập, ông đặt tên hiệu Νικηφόρος, "Nikephoros" (có nghĩa là "Người mang lại chiến thắng"). Tuy nhiên, Antiochus cũng đã cố gắng để tương tác với người dân thông thường bằng cách xuất hiện trong nhà tắm công cộng hoặc thi hành những công việc của công chức thành phố và hành vi lập dị và hành động thất thường thường của ông đã khiến một số người đương thời của ông gọi ông là "Epimanes" ("Kẻ điên"), một cách chơi chữ của ngoại hiệu "Epiphanes" của ông.

## Lên ngôi

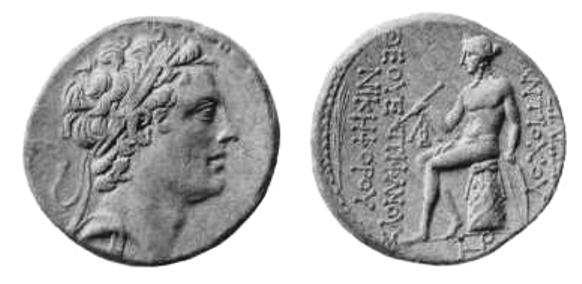
Tiền của Antiochus IV. Mặt kia có hình thần Apollo ngồi trên omphalos. Chữ Hy Lạp ghi ΑΝΤΙΟΧΟΥ ΘΕΟΥ ΕΠΙΦΑΝΟΥ ΝΙΚΗΦΡΟΥ, nghĩa là "của Antiochus, hiện thân của Thượng đế, người mang lại chiến thắng".

Sau thất bại của cha là Antiochos III trong cuộc chiến trước người La Mã và bị buộc phải ký hòa ước Apameia đầy thiệt thòi, Antiochus đã được đưa tới Rôma làm con tin. Ông đã sống tại đây một vài năm trước khi được hoán đổi cùng cháu mình là Demetrios sau khi anh trai ông là Seleukos IV lên ngôi. Ông đã dành khoảng thời gian 3 năm để sống tại Athena và đã thiết lập quan hệ mật thiết với thành phố này. Sau này, ông đã thể hiện sự hào phóng của mình với thành phố khi ông đã ủng hộ tài chính cho các lễ hội và các công trình xây dựng nhất định cũng như tiếp tục công việc xây dựng đền thờ thần Zeus.
Được sự ủng hộ từ vua Pergamon Eumenes II và có lẽ từ Viện nguyên lão La Mã, những người đã thấy trước thời điểm thích hợp để ông đăng quang, ông đã có thể lên ngôi nối nghiệp anh trai vào mùa thu năm 175 TCN, sau khi ông này bị viên quan là Heliodoros ám sát. Heliodoros đã nhanh chóng bị Antiochos IV trừ khử. Sau khi lên ngôi, ông giữ trạng thái trung lập trước cuộc chiến giữa La Mã và vua Perseus của Macedonia. Ông hứa với người La Mã là sẽ trả hết số tiền bồi thường còn lại của hòa ước Apameia. Những khoản phí này đã được trả năm 173 TCN sau khi ông gửi sứ giả đến Rôma. Trong buổi ban đầu của triều đại, ông luôn cố gắng tập trung vào công việc đối nội của đế quốc và tránh làm phật ý người La Mã, bởi vì trong thời gian làm con tin ở đó, ông đã hiểu rõ sức lực của họ mạnh đến nhường nào. Năm 171 TCN, ông đã xây dựng một đội quân lớn, có lẽ là để đề phòng vua Mithridates I của Parthia, người đang tỏ rõ những tham vọng của mình sau khi thấy Antiochus III bị buộc phải ký một hòa ước với người La Mã. Tuy nhiên, Antiochus IV đã không thể sử dụng đội quân này cho công việc chinh đông cho tới tận cuối triều đại của mình. Trên thực tế, đội quân này được sử dụng để chống lại vương triều Ptolemaios Ai Cập.
Ngoại hiệu epiphanes ("vinh quang"), được truyền tải qua truyền thống văn học, được chứng nhận bởi các đồng tiền Seleukos thường chỉ được sử dụng cho các vị thần. Tên hiệu đầy đủ của Antiochus IV là Θεὸς Ἐπιφανής (Théos Épiphanès, tức "Hiện thân của Thánh thần") và sau cuộc chiến Syria là Νικηφόρος (Niképhoros, tức "Người mang lại chiến thắng"). Ông là vua Seleukid đầu tiên sử dụng các biểu tượng thần thánh trên tiền xu, có lẽ lấy cảm hứng từ các vị vua Hy Lạp của xứ Bactria hoặc từ sự thờ phụng vua chúa mà cha ông đã hệ thống hoá. Sự pha trộn này có thể giúp củng cố quyền lực hoàng gia trong một đế quốc khác hẳn. Danh hiệu này có lẽ đã được sử dụng để tăng uy quyền của nhà vua trong đế quốc rộng lớn.

## Chiến tranh chống Ai Cập

### Giai đoạn đầu của cuộc chiến
Giữa những năm 170-168 TCN, cuộc chiến tranh Syria lần thứ 6 (và lần cuối cùng) đã nổ ra giữa vương quốc Seleukid và nhà Lagid Ai Cập mà không rõ nguyên nhân tại sao. Rất có thể cả hai vị nhiếp chính của vua Ptolemaios VI Philometor (con trai của Cleopatra I và qua đó là cháu trai của Antiochos IV) là Eulaeus và Lenaeus đều muốn khôi phục lại xứ Coele-Syria trong khi người La Mã đang vướng vào cuộc chiến tranh Macedonia lần thứ 3. Tuy nhiên, lời tuyên chiến lại đến từ Alexandria. Tuy vậy, ta cũng phải thừa nhận rằng chính Antiochos IV có thể đã quan tâm đến một cuộc chiến nhằm chấm dứt tham vọng giữ lại Coele-Syria của người Ai Cập, hoặc thậm chí là muốn khôi phục lại đế chế vĩ đại của cha ông và biết rằng có thể đó là tham vọng chia đôi thiên hạ với người La Mã. Vào cuối năm 170, hai phe tham chiến đều đã gửi sứ giả đến Viện Nguyên lão La Mã, tuy nhiên sự kiện này không đóng vai trò quan trọng cho lắm. Ptolemaios VI tuy đã được tuyên bố là đã trưởng thành, nhưng vẫn san sẽ quyền lực với hai vị vua đồng cai trị là người vợ cũng đồng thời là em gái của là Cleopatra II cũng như từ em trai ông, người sau này là Ptolemaios VIII. Đây là một động thái nhằm cũng cố quyền lực hoàng gia vào thời điểm chiến tranh Syria nổ ra.
Ngay từ năm 174 TCN, Antiochos đã được cảnh báo về những tuyền truyền cổ động của dòng họ Lagid và đã có thời gian để chuẩn bị trước mà vì thế mà vào thời điểm cuộc xung đột bắt đầu, quân đội của ông đã được chuẩn bị kỹ càng. Quân đội nhà Lagid được di chuyển đến Pelusium - cửa ngõ tới Ai Cập - vào năm 169 để chặn bước tiến công của quân đội Syria. Antiochos IV nhanh chóng giành được thế thượng phong và đánh chiếm thành phố chiến chiến lược Pelusium. Người Ai Cập bắt đầu nhận ra sai lầm khi khai chiến nên đã lật đổ Eulaeus và Lenaeus và tôn hai người khác lên làm nhiếp chính và vội vã cầu hòa vua Syria. Antiochos IV đặt cháu trai mình là Ptolemaios VI dưới sự dám hộ của mình. Một số nguồn tin lẻ tẻ đưa ra thông tin rằng Antiochos IV đã được tôn lên làm vua của Thượng và Hạ Ai Cập. Tuy nhiên, tại Alexandria đã sớm nổ ra một cuộc nổi dậy, tôn Ptolemaios VIII làm vua chính thống duy nhất. Antiochos đã không thể chiếm được thành phố; ông đã rời bỏ cuộc chơi và suy đoán rằng giữa hai anh em nhà Ptolemaios trước sau gì cũng xảy ra nội chiến. Ông đã rời Ai Cập để đàn áp cuộc nổi dậy ở Jerusalem và thậm chí là một số thành phố nhất định của người Phoenicia.

### Giai đoạn hai của cuộc chiến
Sau khi Antiochos IV rời khỏi Ai Cập, thay vì tiến hành nội chiến với em trai, 3 anh em nhà Lagid, Ptolemaios VI, Ptolemaios VIII và Cleopatra II đã đồng ý cai trị cùng nhau. Antiochos IV xem hành động của Ptolemaios IV là một sự phản bội đối với lòng tin của mình và như vậy là cuộc chiến đã tiếp tục tiếp diễn. Nhà Lagid tuy không còn có tham vọng đòi hỏi xứ Coele-Syria nữa. Có lẽ là Antiochos IV có tham vọng tiêu diệt triều đại này và sáp nhập Ai Cập vào lãnh thổ của. Tuy nhiên, theo sử gia người La Mã Titus Livius, Antiochos IV chỉ muốn đoạt được đảo Síp và khu vực Pelusium. Trước tình huống này, nhà Ptolemaios yêu cầu sự can thiệp từ Viện Nguyên lão La Mã, vì nguồn lúa mì được quân đội của họ sử dụng trong cuộc chiến tranh Macedonia được cung cấp từ Ai Cập. Viện Nguyên lão La Mã đã hạ lệnh cho một người quen của Antiochos IV trong thời gian ông làm con tin ở Rôma là Gaius Popillius Laenas đến gặp vua Syria, với sứ mệnh là khiến vị vua này từ bỏ ý tưởng chiếm đóng Ai Cập. Vào thời điểm này, vào đầu năm 168 TCN, Antiochos IV gửi hạm đội tới đánh chiếm đảo Síp. Tại Ai Cập, quân đội Syria đã đánh đến tận Memphis. Theo một vài nguồn tài liệu, tại đây, ông đã tự xưng là Pharaoh. Trên đường hành quân đến Alexandria, ông gặp phái viên La Mã tại Eleusis vào mùa hè năm 168 TCN và Popillius, người đã đưa ra một tối hậu thư cho ông. Đây là sự kiện nổi tiếng thời cổ đại, phái viên người La Mã vẽ một đường trên cát xung quanh ông và nói: "Trước khi ngài ra khỏi vòng tròn này, tôi muốn ngài cho tôi một câu trả lời với Viện Nguyên lão La Mã", ngụ ý rằng người La Mã sẽ tuyên bố chiến tranh nếu nhà vua bước ra khỏi vòng tròn mà không cam kết rút khỏi Ai Cập ngay lập tức. Antiochos IV vừa nghe tin tức về thắng lợi của người La Mã tại Pydna trước quân đội Macedonia và vốn đã giành được bài học từ thất bại của cha mình tại trận Magnesia 22 năm trước đó nên đã đồng ý rút khỏi Ai Cập và Síp. Cũng có thể là người La Mã nhắc nhở Antiochos rằng vị vua hợp pháp trên thực tế là Demetrios, cháu trai ông. Cái ngày tai hại này tại Eleusis là một chấn thương tâm lý đối với Antiochos, người được sử sách Do Thái truyền tải là rất mong manh, dễ vỡ. Tuy ông đã làm hài lòng người La Mã nhưng đã phải đánh đổi bằng sự suy giảm phần nào trong tham vọng trung hưng đế quốc của mình. Sau đó ông ta đã gửi một phái viên đến Viện Nguyên lão, tuyên bố về tình bạn bất diệt giữa ông và người La Mã.
Chúng ta không còn rõ những ý định thực sự của ông sau khi rút khỏi Ai Cập. Có lẽ là ông có ý định khẳng định quyền lực của mình trên lãnh thổ Iran và đối mặt với người Parthia. Tuy nhiên, sau vụ việc thầy cả Onias III bị ám sát tại Jerusalem, một cuộc nội chiến đã nổ ra.

## Cướp phá Jerusalem và tàn sát người Do Thái
Các vua nhà Seleukos, cũng giống các vua nhà nhà Ptolemaios trước đó, cai trị xứ Judea một cách ôn hòa: họ tôn trọng văn hóa Do Thái và bảo vệ các tổ chức của người Do Thái. Tuy nhiên, chính sách này đã bị đảo ngược hoàn toàn bởi Antiochos IV, dẫn đến những cuộc bức hại khắc nghiệt và một cuộc nổi dậy chống lại chế độ của ông, cuộc khởi nghĩa Maccabee.
:238
Theo ghi chép trong sách Macabê, trong khi Antiochos đang bận rộn tại Ai Cập, một tin đồn truyền đến rằng ông đã tử trận. Giáo sĩ tối cao bị phế truất, Jason đã tập hợp lực lượng khoảng 1.000 binh lính và tạo ra một cuộc tấn công bất ngờ vào Jerusalem. Một quan chức của Antiochos mà được bổ nhiệm là giáo sĩ tối cao Menelaus, đã buộc phải bỏ chạy khỏi Jerusalem. Trên đường trở về của nhà vua từ Ai Cập năm 167 TCN, với sự tức giận về thất bại của mình, ông đã tấn công Jerusalem và phục hồi lại Menelaus, sau đó hành hình nhiều người Do Thái:
| “                        | Khi sự việc xảy ra được báo cho nhà vua, hắn đã nghĩ rằng Judea đã nổi loạn. Giận dữ như một con thú hoang dã, hắn đã rút khỏi Ai Cập và đánh chiếm Jerusalem một cách dữ dội. Hắn đã ra lệnh cho quân lính của mình giết không tha bất cứ ai mà họ gặp và giết những người bắt được khi đang lẩn trốn trong nhà của mình. Đó là cuộc tàn sát bất kể già hay trẻ, giết cả phụ nữ và trẻ em, mổ bụng cả gái đồng trinh và trẻ sơ sinh. Trong khoảng 3 ngày, 80000 người đã chết, khoảng bốn mươi ngàn người khác bị tra tấn đến chết và một số lớn nữa bị bán làm nô lệ. | ” |
| — Sách Macabê 2, 5:11–14 | |   |

Để củng cố đế chế của mình và tăng cường quyền lực của ông đối với vùng đất này, Antiochus đã quyết định ủng hộ đối với người Do Thái đã Hy Lạp hóa bằng việc cấm nghi lễ tôn giáo và truyền thống Do Thái của người Do Thái chính thống và bằng cách xây dựng đền thờ của Zeus, coi đó là vị thần tối cao. Điều này là sự đồng hóa đối với người Do Thái và khi họ từ chối, Antiochus đã gửi một đội quân để thi hành quyết định của ông. Bởi vì sự chống đối, thành phố đã bị phá hủy, nhiều người đã bị tàn sát, và một thành lũy quân sự Hy Lạp gọi là thành ACRA được thành lập.
| “ | Không lâu sau việc này nhà vua đã gửi một nguyên lão người Athena tới để buộc những người Do Thái từ bỏ phong tục của tổ tiên của họ và không còn sống theo các luật của Thiên Chúa; còn xúc phạm đền thờ ở Jerusalem và dành nó cho vị thần Olympia Zeus. Một người đàn ông không thể giữ ngày Sa-bát hay kỷ niệm ngày lễ truyền thống, thậm chí cũng không thừa nhận rằng ông ta là một Người Do Thái. Theo kiến nghị của các công dân thành phố Ptolemais, một chiếu chỉ được ban hành ra lệnh áp dụng cho các thành phố Hy Lạp lân cận cách tiến hành tương tự đối với người Do Thái: bắt buộc họ tham gia vào các buổi hiến tế, và xử tội chết đối với những người không chấp nhận những phong tục của người Hy Lạp. | ” |

## Những năm cuối đời
Lợi dụng sự bận tâm của Antiochos với các vấn đề ở phía Tây, vua Mithridates I của Parthia tấn công từ phía đông và chiếm thành phố Herat vào năm 167 TCN. Điều này gây ảnh hưởng đến tuyến đường thương mại với Ấn Độ và ngăn cách thế giới Hy Lạp làm 2.
Nhận thấy mối nguy hiểm tiềm tàng từ phương đông, nhưng không bằng lòng với việc mất kiểm soát Judea. Antiochos đã gửi một vị tướng tên là Lysias để đối phó với Maccabe, trong khi nhà vua tự dẫn quân chủ lực Seleukos đi đối phó với người Parthia. Sau chiến dịch mở màn thành công trong chiến dịch miền đông của mình bao gồm chiếm lại Armenia, Antiochos qua đời đột ngột trong một trận dịch bệnh năm 164 TCN

## Phả hệ
| \| \| \| \| \| \| \| \| \| \| \| \| \| \| \| \| \| \| \| \| 16. (=28.)Antiochos I Soter \| \| \| \| \| \| \| \| \| \| \| \| \| \| \| \| \| \| \| \| \| \| \| \| \| \| \| \| \| \| \| \| \| \| \| \| \| \| \| \| \| \| \| \| \| \| \| \| \| \| \| \| \| \| 8. (=14.)Antiochos II Theos \| \| \| \| \| \| \| \| \| \| \| \| \| \| \| \| \| \| \| \| \| \| \| \| \| \| \| \| \| \| \| \| \| \| \| \| \| \| \| \| \| \| \| \| \| \| \| \| \| \| \| \| \| \| 17. (=29.)Công chúa Stratonice của Syria \| \| \| \| \| \| \| \| \| \| \| \| \| \| \| \| \| \| \| \| \| \| \| \| \| \| \| \| \| \| \| \| \| \| \| \| \| \| \| \| \| \| \| \| \| \| \| \| \| \| \| \| \| \| 4. Seleukos II Kallinikos \| \| \| \| \| \| \| \| \| \| \| \| \| \| \| \| \| \| \| \| \| \| \| \| \| \| \| \| \| \| \| \| \| \| \| \| \| \| \| \| \| \| \| \| \| \| \| \| \| \| \| \| \| \| 18. (=20., 30.)Achaeus \| \| \| \| \| \| \| \| \| \| \| \| \| \| \| \| \| \| \| \| \| \| \| \| \| \| \| \| \| \| \| \| \| \| \| \| \| \| \| \| \| \| \| \| \| \| \| \| \| \| \| \| \| \| 9. (=15.)Laodice \| \| \| \| \| \| \| \| \| \| \| \| \| \| \| \| \| \| \| \| \| \| \| \| \| \| \| \| \| \| \| \| \| \| \| \| \| \| \| \| \| \| \| \| \| \| \| \| \| \| \| \| \| \| 2. Antiochos III Đại đế \| \| \| \| \| \| \| \| \| \| \| \| \| \| \| \| \| \| \| \| \| \| \| \| \| \| \| \| \| \| \| \| \| \| \| \| \| \| \| \| \| \| \| \| \| \| \| \| \| \| \| \| \| \| 20. (=18., 30.)Achaeus \| \| \| \| \| \| \| \| \| \| \| \| \| \| \| \| \| \| \| \| \| \| \| \| \| \| \| \| \| \| \| \| \| \| \| \| \| \| \| \| \| \| \| \| \| \| \| \| \| \| \| \| \| \| 10. Andromachus \| \| \| \| \| \| \| \| \| \| \| \| \| \| \| \| \| \| \| \| \| \| \| \| \| \| \| \| \| \| \| \| \| \| \| \| \| \| \| \| \| \| \| \| \| \| \| \| \| \| \| \| \| \| 5. Laodice \| \| \| \| \| \| \| \| \| \| \| \| \| \| \| \| \| \| \| \| \| \| \| \| \| \| \| \| \| \| \| \| \| \| \| \| \| \| \| \| \| \| \| \| \| \| \| \| \| \| \| \| \| \| 1. Antiochus IV Epiphanes \| \| \| \| \| \| \| \| \| \| \| \| \| \| \| \| \| \| \| \| \| \| \| \| \| \| \| \| \| \| \| \| \| \| \| \| \| \| \| \| \| \| \| \| \| \| \| \| \| \| \| \| \| \| 24. Mithridates I, Vua của Pontus \| \| \| \| \| \| \| \| \| \| \| \| \| \| \| \| \| \| \| \| \| \| \| \| \| \| \| \| \| \| \| \| \| \| \| \| \| \| \| \| \| \| \| \| \| \| \| \| \| \| \| \| \| \| 12. Ariobarzanes, Vua của Pontus \| \| \| \| \| \| \| \| \| \| \| \| \| \| \| \| \| \| \| \| \| \| \| \| \| \| \| \| \| \| \| \| \| \| \| \| \| \| \| \| \| \| \| \| \| \| \| \| \| \| \| \| \| \| 6. Mithridates II, King of Pontus \| \| \| \| \| \| \| \| \| \| \| \| \| \| \| \| \| \| \| \| \| \| \| \| \| \| \| \| \| \| \| \| \| \| \| \| \| \| \| \| \| \| \| \| \| \| \| \| \| \| \| \| \| \| 3. Công chúa Laodice của Pontus \| \| \| \| \| \| \| \| \| \| \| \| \| \| \| \| \| \| \| \| \| \| \| \| \| \| \| \| \| \| \| \| \| \| \| \| \| \| \| \| \| \| \| \| \| \| \| \| \| \| \| \| \| \| 28. (=16.)Antiochos I Soter \| \| \| \| \| \| \| \| \| \| \| \| \| \| \| \| \| \| \| \| \| \| \| \| \| \| \| \| \| \| \| \| \| \| \| \| \| \| \| \| \| \| \| \| \| \| \| \| \| \| \| \| \| \| 14. (=8.)Antiochos II Theos \| \| \| \| \| \| \| \| \| \| \| \| \| \| \| \| \| \| \| \| \| \| \| \| \| \| \| \| \| \| \| \| \| \| \| \| \| \| \| \| \| \| \| \| \| \| \| \| \| \| \| \| \| \| 29. (=17.)Công chúa Stratonike của Syria \| \| \| \| \| \| \| \| \| \| \| \| \| \| \| \| \| \| \| \| \| \| \| \| \| \| \| \| \| \| \| \| \| \| \| \| \| \| \| \| \| \| \| \| \| \| \| \| \| \| \| \| \| \| 7. Công chúa Laodice của Đế quốc Seleukos \| \| \| \| \| \| \| \| \| \| \| \| \| \| \| \| \| \| \| \| \| \| \| \| \| \| \| \| \| \| \| \| \| \| \| \| \| \| \| \| \| \| \| \| \| \| \| \| \| \| \| \| \| \| 30. (=18., 20.)Achaeus \| \| \| \| \| \| \| \| \| \| \| \| \| \| \| \| \| \| \| \| \| \| \| \| \| \| \| \| \| \| \| \| \| \| \| \| \| \| \| \| \| \| \| \| \| \| \| \| \| \| \| \| \| \| 15. (=9.)Laodice \| \| \| \| \| \| \| \| \| \| \| \| \| \| \| \| \| \| \| \| \| \| \| \| \| \| \| \| \| \| \| \| \| \| \| \| \| \| \| \| \| \| \| \| \| \| \| \| \| \| \| \| |                                           |  |  |  |  |  |  |  |  |  |  |  |  |  |  |  |
| |                                           |  |  |  |  |  |  |  |  |  |  |  |  |  |  |  |
| | 16. (=28.)Antiochos I Soter               |  |  |  |  |  |  |  |  |  |  |  |  |  |  |  |
| |                                           |  |  |  |  |  |  |  |  |  |  |  |  |  |  |  |
| |                                           |  |  |  |  |  |  |  |  |  |  |  |  |  |  |  |
| | 8. (=14.)Antiochos II Theos               |  |  |  |  |  |  |  |  |  |  |  |  |  |  |  |
| |                                           |  |  |  |  |  |  |  |  |  |  |  |  |  |  |  |
| |                                           |  |  |  |  |  |  |  |  |  |  |  |  |  |  |  |
| | 17. (=29.)Công chúa Stratonice của Syria  |  |  |  |  |  |  |  |  |  |  |  |  |  |  |  |
| |                                           |  |  |  |  |  |  |  |  |  |  |  |  |  |  |  |
| |                                           |  |  |  |  |  |  |  |  |  |  |  |  |  |  |  |
| | 4. Seleukos II Kallinikos                 |  |  |  |  |  |  |  |  |  |  |  |  |  |  |  |
| |                                           |  |  |  |  |  |  |  |  |  |  |  |  |  |  |  |
| |                                           |  |  |  |  |  |  |  |  |  |  |  |  |  |  |  |
| | 18. (=20., 30.)Achaeus                    |  |  |  |  |  |  |  |  |  |  |  |  |  |  |  |
| |                                           |  |  |  |  |  |  |  |  |  |  |  |  |  |  |  |
| |                                           |  |  |  |  |  |  |  |  |  |  |  |  |  |  |  |
| | 9. (=15.)Laodice                          |  |  |  |  |  |  |  |  |  |  |  |  |  |  |  |
| |                                           |  |  |  |  |  |  |  |  |  |  |  |  |  |  |  |
| |                                           |  |  |  |  |  |  |  |  |  |  |  |  |  |  |  |
| | 2. Antiochos III Đại đế                   |  |  |  |  |  |  |  |  |  |  |  |  |  |  |  |
| |                                           |  |  |  |  |  |  |  |  |  |  |  |  |  |  |  |
| |                                           |  |  |  |  |  |  |  |  |  |  |  |  |  |  |  |
| | 20. (=18., 30.)Achaeus                    |  |  |  |  |  |  |  |  |  |  |  |  |  |  |  |
| |                                           |  |  |  |  |  |  |  |  |  |  |  |  |  |  |  |
| |                                           |  |  |  |  |  |  |  |  |  |  |  |  |  |  |  |
| | 10. Andromachus                           |  |  |  |  |  |  |  |  |  |  |  |  |  |  |  |
| |                                           |  |  |  |  |  |  |  |  |  |  |  |  |  |  |  |
| |                                           |  |  |  |  |  |  |  |  |  |  |  |  |  |  |  |
| | 5. Laodice                                |  |  |  |  |  |  |  |  |  |  |  |  |  |  |  |
| |                                           |  |  |  |  |  |  |  |  |  |  |  |  |  |  |  |
| |                                           |  |  |  |  |  |  |  |  |  |  |  |  |  |  |  |
| | 1. Antiochus IV Epiphanes                 |  |  |  |  |  |  |  |  |  |  |  |  |  |  |  |
| |                                           |  |  |  |  |  |  |  |  |  |  |  |  |  |  |  |
| |                                           |  |  |  |  |  |  |  |  |  |  |  |  |  |  |  |
| | 24. Mithridates I, Vua của Pontus         |  |  |  |  |  |  |  |  |  |  |  |  |  |  |  |
| |                                           |  |  |  |  |  |  |  |  |  |  |  |  |  |  |  |
| |                                           |  |  |  |  |  |  |  |  |  |  |  |  |  |  |  |
| | 12. Ariobarzanes, Vua của Pontus          |  |  |  |  |  |  |  |  |  |  |  |  |  |  |  |
| |                                           |  |  |  |  |  |  |  |  |  |  |  |  |  |  |  |
| |                                           |  |  |  |  |  |  |  |  |  |  |  |  |  |  |  |
| | 6. Mithridates II, King of Pontus         |  |  |  |  |  |  |  |  |  |  |  |  |  |  |  |
| |                                           |  |  |  |  |  |  |  |  |  |  |  |  |  |  |  |
| |                                           |  |  |  |  |  |  |  |  |  |  |  |  |  |  |  |
| | 3. Công chúa Laodice của Pontus           |  |  |  |  |  |  |  |  |  |  |  |  |  |  |  |
| |                                           |  |  |  |  |  |  |  |  |  |  |  |  |  |  |  |
| |                                           |  |  |  |  |  |  |  |  |  |  |  |  |  |  |  |
| | 28. (=16.)Antiochos I Soter               |  |  |  |  |  |  |  |  |  |  |  |  |  |  |  |
| |                                           |  |  |  |  |  |  |  |  |  |  |  |  |  |  |  |
| |                                           |  |  |  |  |  |  |  |  |  |  |  |  |  |  |  |
| | 14. (=8.)Antiochos II Theos               |  |  |  |  |  |  |  |  |  |  |  |  |  |  |  |
| |                                           |  |  |  |  |  |  |  |  |  |  |  |  |  |  |  |
| |                                           |  |  |  |  |  |  |  |  |  |  |  |  |  |  |  |
| | 29. (=17.)Công chúa Stratonike của Syria  |  |  |  |  |  |  |  |  |  |  |  |  |  |  |  |
| |                                           |  |  |  |  |  |  |  |  |  |  |  |  |  |  |  |
| |                                           |  |  |  |  |  |  |  |  |  |  |  |  |  |  |  |
| | 7. Công chúa Laodice của Đế quốc Seleukos |  |  |  |  |  |  |  |  |  |  |  |  |  |  |  |
| |                                           |  |  |  |  |  |  |  |  |  |  |  |  |  |  |  |
| |                                           |  |  |  |  |  |  |  |  |  |  |  |  |  |  |  |
| | 30. (=18., 20.)Achaeus                    |  |  |  |  |  |  |  |  |  |  |  |  |  |  |  |
| |                                           |  |  |  |  |  |  |  |  |  |  |  |  |  |  |  |
| |                                           |  |  |  |  |  |  |  |  |  |  |  |  |  |  |  |
| | 15. (=9.)Laodice                          |  |  |  |  |  |  |  |  |  |  |  |  |  |  |  |
| |                                           |  |  |  |  |  |  |  |  |  |  |  |  |  |  |  |
| |                                           |  |  |  |  |  |  |  |  |  |  |  |  |  |  |  |